# Coppa Caduti Nervianesi
La Coppa Caduti Nervianesi és una competició ciclista italiana d'un sol dia que es disputa als voltants de Nerviano, a la Llombardia. Creada al 1947, està reservada a ciclistes menors de 23 anys i a amateurs.

## Palmarès
| Any    | Vencedor            | Segon                | Tercer                 |
| ------ | ------------------- | -------------------- | ---------------------- |
| 1947   | Oscar Ghibellini    |                      |                        |
| 1948   | Pasquale Fornara    |                      |                        |
| 1950   | Carlo Gambaro       |                      |                        |
| 1951   | Giancarlo Zucchetti |                      |                        |
| 1952   | Giomo               |                      |                        |
| 1953   | Fabris              |                      |                        |
| 1954   | Gaetano Laganà      |                      |                        |
| 1955   | Scapin              |                      |                        |
| 1956   | Pepino Dante        |                      |                        |
| 1957   | Novello             |                      |                        |
| 1958   | Luigi Fusetti       |                      |                        |
| 1959   | Baiardo             |                      |                        |
| 1960   | Ottavio Cogliati    |                      |                        |
| 1961   | Lino Ghisoni        |                      |                        |
| 1962   | Brambilla           |                      |                        |
| 1963   | Mara                |                      |                        |
| 1964   | Rigamonti           |                      |                        |
| 1965   | Rognoni             |                      |                        |
| 1966   | Aldini              |                      |                        |
| 1967   | Erasmo Cogliati     |                      |                        |
| 1968   | Francesco Plebani   |                      |                        |
| 1969   | Arnaldo Caverzasi   |                      |                        |
| 1970   | Testoni             |                      |                        |
| 1971   | Fiorenzo Ballardin  |                      |                        |
| 1972   | Erminio Molteni     |                      |                        |
| 1973   | William Riva        |                      |                        |
| 1974   | Fiorenzo Ballardin  |                      |                        |
| 1975   | Dino Porrini        |                      |                        |
| 1976   | Fossati             |                      |                        |
| 1977   | Bertolaso           |                      |                        |
| 1978   | Berta               |                      |                        |
| 1979   | Davide Pollio       |                      |                        |
| 1980   | Claudio Pettina     |                      |                        |
| 1981   | Luigi Bussacchini   |                      |                        |
| 1982   | Rossi               |                      |                        |
| 1983   | Colombo             |                      |                        |
| 1984   | Giuliano Dal Zovo   |                      |                        |
| 1985   | Fabio Perego        |                      |                        |
| 1986   | Fabrizio Bontempi   |                      |                        |
| 1987   | Savoia              |                      |                        |
| 1988   | Massimo Brunelli    |                      |                        |
| 1989   | Mario Manzoni       |                      |                        |
| 1990   | Maurizio Molinari   |                      |                        |
| 1991   | Crsitian Carra      |                      |                        |
| 1992   | Stefano Dante       |                      |                        |
| 1993   | Enrico Cassani      |                      |                        |
| 1994   | Simone Tomi         |                      |                        |
| 1995   | Fausto Oppici       |                      |                        |
| 1996   | Cristian Bianchini  |                      |                        |
| 1997   | Mirko Marini        |                      |                        |
| 1998   | Tupak Casnedi       |                      |                        |
| 1999   | Nicola Chesini      |                      |                        |
| 2000   | Simone Cadamuro     |                      |                        |
| 2001   | Manuel Bresciani    |                      |                        |
| 2002   | Simone Fadini       |                      |                        |
| 2003   | Marco Menin         |                      |                        |
| 2004   | Vladislav Prygunov  | Alexandre Kiselev    | Diego Vailati Facchini |
| 2005   | David Vitoria       |                      |                        |
| 2006   | Giovanni Carini     | Marco Cattaneo       | Daniele Canziani       |
| 2007   | Andriy Buchko       | Marco Brossa         | Davide Tortella        |
| 2008   | Giuseppe De Maria   | Andriy Kutalo        | Davide Clerici         |
| 2009   | Gianluca Maggiore   | Stefan Trafelet      | Mauro Vicini           |
| 2010   | Thomas Tiozzo       | Michele Gobbi        | Marco Amicabile        |
| 2011   | Marco Zanotti       | Norman Patrick Falco | Fabio Chinello         |
| 2012   | Edoardo Costanzi    | Alex Buttazzoni      | Mattia Pozzo           |
| 2013   | Davide Orrico       | Pietro Tedesco       | Nicolò Lavazza         |
| 2014   | Damiano Cima        | Nicola Poletti       | Matteo Pozzoli         |
| 2015   | Davide Martinelli   | Matteo Pozzoli       | Fabio Martinelli       |
| 2016   | Mattia De Mori      | Marco Gaggia         | Leonardo Bonifazio     |
| 2017 · | Enrico Zanoncello   | Damiano Cima         | Carloalberto Giordani  |
| 2018   | Ahmed Galdoune      | Alessio Brugna       | Davide Ferrari         |
| 2019   | Gregorio Ferri      | Enrico Zanoncello    | Alessio Brugna         |